# ASTRO-C
ASTRO-C, rebautizado como Ginga (galaxia en japonés) tras su lanzamiento fue el tercer satélite lanzado para estudiar el cielo en rayos X desde Japón. Fue lanzado el 5 de febrero de 1987 desde el Kagoshima Space Center a una órbita con unos 510 km de perigeo y 670 de apogeo, con una inclinación de 31° y un periodo de unos 96 minutos. El satélite operó hasta el 1 de noviembre de 1991, fecha en la que se incineró en la atmósfera. El programa de observación estaba abierto a científicos de Japón, Estados Unidos, Reino Unido y algunos países europeos. Los instrumentos que llevaba a bordo este satélite eran los siguientes:
- Large Area Proportional Counter (LAC 1,7-37 keV, desarrollado en colaboración con el Reino Unido)
- All-Sky Monitor (ASM 1-20 keV)
- Gamma-ray Burst Detector (GBD 1,5-500 keV, desarrollado en colaboración con los Estados Unidos)